# إصلاحات محمد خاتمي

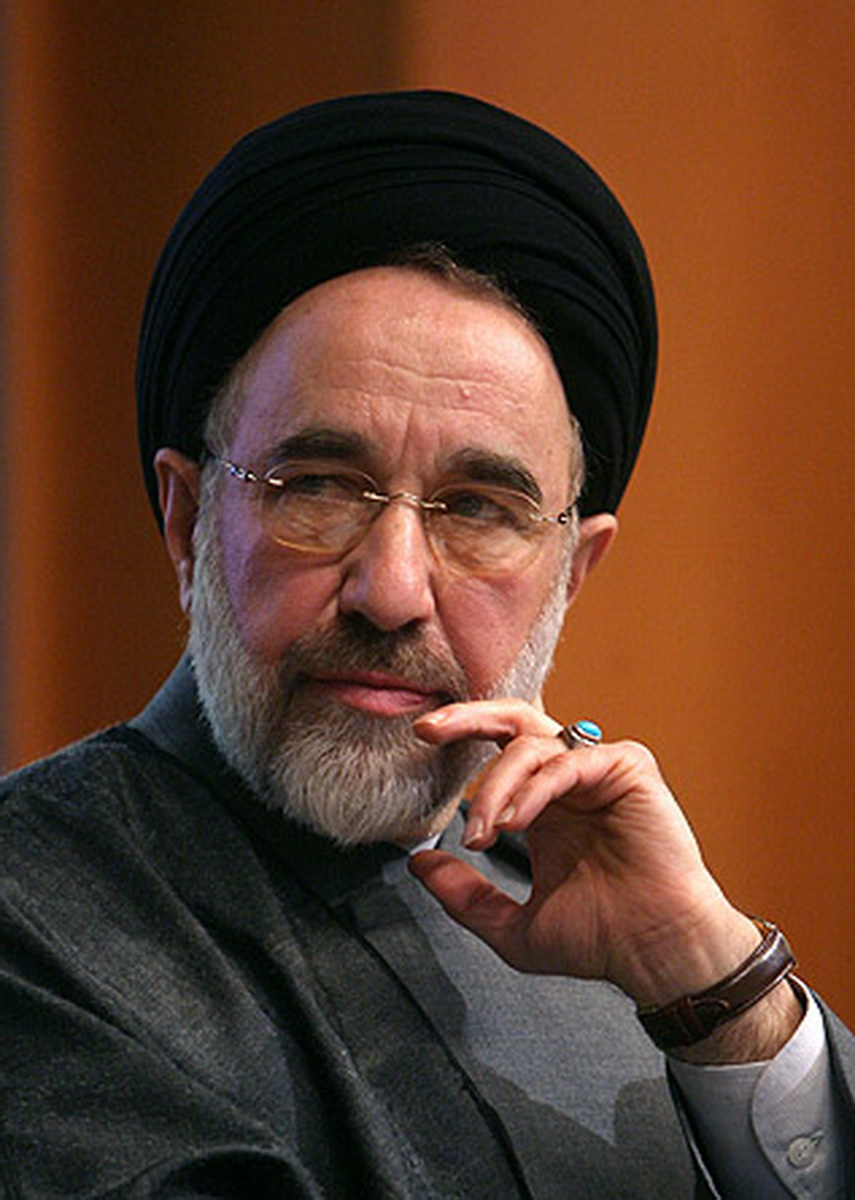

انتُخب محمد خاتمي كرئيس لإيران في عام 1997 بناءً على حملته الانتخابية التي بناها على برنامج الإصلاح الذي وعد ببناء مجتمع ديموقراطي أكثر تسامحًا وبتفعيل سيادة القانون وتحسين الحقوق الاجتماعية. عقب توليه مهام منصبه، واجه خاتمي معارضة شرسة من خصومه الأقوياء داخل مؤسسات الدولة غير المنتخبة، ولم يكن لخاتمي أي سلطة قانونية عليهم، مما أدى إلى وقوع مصادمات متكررة بين حكومته وبين هذه المؤسسات (ومن بينها مجلس الأوصياء والتلفزيون والإذاعة الرسمية والشرطة والقوات المسلحة والقضاء والسجون، إلى آخره). بعد مرور 8 سنوات والتي تولى فيها الرئاسة، ساد الاعتقاد بشكل واسع أن خاتمي خسر في الصراع على السلطة أمام خصومه. وأصيب عدد كبير من أنصار خاتمي بخيبة الأمل فيه وفي برامج الإصلاح التي اقترنت باسمه.

## الإصلاحات
كان تعزيز المجتمع المدني وسيادة القانون هما العنصرين الأساسيين في برنامج خاتمي للإصلاح.
- بدء انتخابات مجلس مدينة إيران
- التعبير عن فكرة المجتمع المدني وسيادة القانون
- الالتزام الكامل بالدستور الإيراني في عصره (أي مراجعة للقوانين يجب أن تتم من خلال المسارات القانونية)
- دعوة الشعب لإبداء الرأي في السلطات الكبرى؛ (شخصية المرشد الاعلى ليست منزهة)
- السماح للصحف بالتعبير عن مجموعة واسعة من الآراء السياسية
- إعادة فتح السفارات في كافة الدول الأوروبية
- إعادة تنظيم وزارة الاستخبارات الإيرانية؛ بعد سلسلة الاغتيالات التي استهدفت المفكرين في إيران
- إطلاق حوار بين أصحاب المذاهب المختلفة داخل إيران وخارجها

## الأحداث الكبرى
بحسب ما جاء في التصريح الشهير الذي أدلى به خاتمي، فإن حكومته قد نجت من أزمات وطنية عديدة كانت تتكرر بمعدل أزمة كل تسعة أيام خلال فترة ولايته. ومن أبرز هذه الأزمات الهامة (المتعلقة بخططه للإصلاح الداخلي) التي حدثت خلال ولايته:
- سلسلة الاغتيالات التي استهدفت المعارضين السياسيين الإيرانيين والتي قام بها العناصر المارقة في وزارة الاستخبارات.
- الاعتداء بالضرب على اثنين من أبرز حلفائه وأهم وزراء حكومته هما (عطاء الله مهاجراني وعبد الله نوري) على يد جماعات الضغط الإسلامية عقب صلاة الجمعة في أحد الأيام في طهران.
- المحاولة الفاشلة لتوجيه اتهامات إلى وزير الثقافة في عهد خاتمي (عطاء الله مهاجراني) التي قام بها المجلس الخامس الذي يهيمن عليه المحافظون.
- توجيه اتهامات لوزير الداخلية في عهد خاتمي (عبد الله نوري) من قِبل المجلس الخامس مما إدى إلى عزله من منصبه.
- محاكمة نوري وسجنه على خلفية تهمة ازدراء القيم الإسلامية.
- أعمال الشغب التي قام بها الطلاب الإيرانيون في يوليو 1999. وكانت هذه ثاني أكبر مظاهرة تخرج في الشوارع ضد النظام بعد احتجاجات الانتخابات الرئاسية الإيرانية 2009 في تاريخ الجمهورية الإسلامية. في هذا الوقت، كان يسود الاعتقاد بأن الطلاب هم أهم أنصار حكومة خاتمي.
- محاولة اغتيال سعيد حجاريان الذي يُعد أحد أشد الحلفاء المقربين لخاتمي ويعتبره الكثيرون العقل الإستراتيجي المدبر لحركة الإصلاح.
- الحكم القضائي الذي أدى إلى غلق أكثر من عشرين صحيفة إصلاحية في يومٍ واحد، وهو ما اعتبره الكثيرون نقطة الانطلاق في زوال حركة الإصلاح، ووصفوه بأنه انقلاب صامت ضد حكومة خاتمي.
- فشل “مشروع القانون المزدوج”. وكان خاتمي قد تقدم بهذه المشاريع للمجلس السادس، غير أن هذه المشاريع قوبلت بالرفض من قِبل مجلس الأوصياء في نهاية المطاف وبعد صراعٍ طويل. كان هذين المشروعين من التشريعات المقترحة من شأنهما أن يدخلا تغييرًا صغيرًا ولكنه تغيير أساسي في قوانين الانتخابات الوطنية الإيرانية، ويقدما تعريفًا واضحًا لصلاحيات الرئيس لمنع أي انتهاكات دستورية من قِبل أيٍ من مؤسسات الدولة. بل إن خاتمي نفسه وصف “مشروع القانون المزدوج” بأنه مفتاح التقدم والإصلاح في إيران
- حبس عدد كبير من الشخصيات البارزة في حركة الإصلاح وبعض من أهم حلفاء خاتمي خلال فترة ولايته من قِبل المؤسسات القضائية على خلفية تهم ازدراء القيم الإسلامية. بعض هذه الشخصيات تشمل: د.محسن کدیور وغلام حسين كرباشي وآية الله حسين علي منتظري ومحسن سازيغارا وعباس عبدي، ومن صحفيي التحقيقات أكبر جانجي وعماد الدين باقي، وآخرين.
- محاكمة د.هاشم أغاجاري، الاستاذ الجامعي والناشط السياسي وحكم الإعدام الصادر في حقه بتهمة ازدراء القيم الإسلامية خلال إحدى خطبه. تم إلغاء حكم الإعدام بعد احتجاجات واسعة من الطلبة والأحزاب الإصلاحية وتم الإفراج عن د.هاشم أغاجاري بعد أن أمضى فترة قصيرة في السجن.

في سبتمبر من عام 2002 قدم خاتمي للبرلمان ما يعرف باسم مشروع القانون المزدوج. وكانت هذه المشاريع تتناول مسألتين: أولاهما تقليص صلاحيات مجلس الأوصياء وثانيهما تعزيز صلاحيات رئيس الجمهورية. تم رفض المشروعين من قبل مجلس الأوصياء واضطر خاتمي لسحبهما من البرلمان في نهاية المطاف.

## الإصلاح في إطار عمل الدستور الإيراني

### الانتقادات
أثارت رغبة خاتمي في عدم القيام بأي إصلاح خارج إطار دستور الجمهورية الإسلامية تساؤلات الكثيرين عن أثر برامجه في مجالات مثل تطبيق مجتمع ديموقراطى أو مجال حقوق المرأة. وتعرض خاتمي لانتقادات عديدة داخل الجمهورية الإسلامية وخارجها.

		 
أثناء إحدى الخطب التي ألقاها في جامعة طهران، قام مجموعة من أنصاره السابقين الذين خاب أملهم فيه بالهتاف ضده قائلين: "لا نريد المزيد من الأكاذيب! ". كان معظم هولاء الطلاب قد تعرضوا للاعتداء البدني عليهم من قِبل الشرطة وقوات الأمن الأخرى قبيل الاجتماع وكانوا حانقين على خاتمي لعدم قدرته على اتخاذ أي إجراء. في حين كان خاتمي يرى "[أن] الإصلاحات يجب أن تأتي من داخل النظام. وفي رأيي أن الجمهورية الإسلامية هي إنجاز عظيم حققته الثورة الأكثر شعبية التي رأيتها في حياتي.” إلا أن كثيرًا من أنصاره أساءوا فهم تلك الفكرة. أما فيما يتعلق بهؤلاء الذين خاب أملهم في ملحمة الثالث والعشرين من يوليو عام 1997، فقد استنكر خاتمي عمل المجموعة التي تسببت في ظهور حوادث عنف في أعمال الشغب التي قام بها الطلاب الإيرانيون في يوليو 1999 بسبب “حقدهم” وقال إن هذه المجموعة “تضع عقبات أمام تنفيذ الإرداة الشعبية” مشيرًا إلى خصومه داخل المؤسسة السياسية. بالإضافة إلى ذلك، أكد خاتمي قائلاً: 
	 
وفي ذات السياق، سخر خاتمي من فكرة “تصدير” الديموقراطية إلى الشرق الأوسط قائلاً
| ” | من المضحك ما قاله بوش عن رغبته في "تصدير" الديموقراطية إلى الشرق الأوسط ]مشيرًا إلى الحقيقة التي تفيد بأن اختلاف الخلفيات الثقافية والتاريخية، يجعل تحقيق الديمقراطية ممكنًا فقط عن طريق تجربة فريدة خاصة بكل ثقافة على حدة وبالتالى لا يمكن "تصديرها"]. | “ |
|   | |   |

ودعا خاتمي الإيرانيين إلى احترام مفهوم ولاية الفقيه حتى ولو لم يقتنعوا بها. وبرر هذا بأن هذا المفهوم هو جزء من الدستور الإيراني. وذكر أحد المحللين المقيمين في باريس قائلاً
ووفقًا للباحث الإيراني، آزار نفيسي، “فإن خاتمي هو عرض من أعراض التغيير في إيران وليس سببًا فيه,” .	 
على الرغم من الرئيس خاتمي كان مؤيدًا للإصلاحات الديموقراطية، لم ينجح مركز المدافعين عن حقوق الإنسان الذي يُعد المنظمة الحقوقية الرئيسية في إيران، في تسجيل أوراقه رسميًا ولم تتم الموافقة على تأهيله حتى بعد ثلاث سنوات من إرسال الطلبات.

### الدفاع
في “رسالته إلى المستقبل” دافع الرئيس خاتمي بنفسه عن حكومته وعن إنجازاته. وكتب قائلاً:
كانت هناك تغييرات إلى حدٍ ما في العلاقات الاجتماعية والثقافية والسياسية بشكلٍ يستحيل معه العودة إلى الفترة التي سبقت الإصلاحات.
ودعا خاتمي إلى حرية التعبير وطالب الشعب بتوجيه انتقاداتهم إلى كبار السياسيين صراحةً وعلانيةً. وعلى الرغم من الإجراءات الصارمة التي اتخذها المحافظون ضد الصحافة، نجح خاتمي في خططه إلى حدِ ما. أكد الصحفي الأمريكي تيد كوبل الذي زار إيران عام 2006 على الفرق بين إيران وبين الأنظمة الشمولية الأخرى. وفي مقابلة أُجريت معه، قال كوبل:
قمت على مدى السنوات الماضية بزيارة العديد من الدول ذات الأنظمة الشمولية مثل الاتحاد السوفيتي والصين ورومانيا وشمال فيتنام. وأؤكد أن ثمة شعور يشعر به المرء عند وجوده في دولة يحكمها نظام شمولي. …وأن هذا الشعور يكون جليًا في اللحظة التي تخرج فيها من الطائرة. وهذا الشعور يُشبه كما لو أن يدًا تلتف حول عنقك ….الناس في هذه الدول تخشى الحديث. ….ولكن الحال في إيران ليس هكذا. بشكل عام يشعر الإيرانيون بحرية كبيرة في الحديث عن رئيسهم ورئيسنا وانتقادههما … لنقل أن إيران أصبحت أكثر حيوية مما توقعت أن تكون عليه. وأعتقد أن هذا الأمر كان بمثابة مفاجأة كبيرة لي.
وفقًا للمحلل والمعتقل السياسي السابق، حسن يوسف أشكفاري، يُمكن سرد نجاحات الرئيس خاتمي على النحو التالي:
- إيمانه العميق بالقانون واحترامه له
- وفاؤه لدعواته بنبذ العنف.
- عدم قمع المعارضين والنقاد.
- تحسين علاقات إيران الخارجية وصورتها في الخارج.
- الصدق والإخلاص.

في عام 2006، دعمت رابطة طلاب جامعة سانت أندروز بشكلِ كامل قرار منح الرئيس خاتمي شهادة الدكتوراه الفخرية في القانون. وبعد مناقشات عديدة انتهت الرابطة إلى أن:
خاتمي نفسه اعتمد في الغالب موقفًا شجاعًا لتعزيز القيم الليبرالية في مواجهة المحن الكبرى. هذه الشجاعة الشخصية، جنبًا إلى جنب مع عمله لاحقًا في بناء حوار وتواصل بين أصحاب المذاهب المختلفة (لا سيما من خلال مشروع حوار الحضارات)، بالإضافة إلى إنجازاته البارزة بوصفه عالمًا جعلت من خاتمي المرشح الأنسب لهذه الجائزة.
خلال فترة الولايتين اللتين قضاهما في منصبه، أدخل خاتمي بعض الإصلاحات في النظام السياسي الإيراني، ولكن مع هذا يسود الاعتقاد على بشكل واسع أن خاتمي خسر في الصراع على السلطة أمام منافسيه. وبشكلٍ واسع يُعزى السبب الجذري وراء إخفاقات خاتمي إلى السلطات المحدودة الممنوحة للرئيس في النظام السياسي الإيراني. عندما كان خاتمي رئيسًا، لم يكن يملك سوى سلطة ضئيلة أو معدومة على العديد من المؤسسات الرئيسية للدولة مثل القضاء والإذاعة والتلفزيون الرسمي والقوات المسلحة سواء الجيش أو الشرطة إلى آخره. (انظر سياسة إيران).
لام البعض على الرئيس خاتمي غلق الصحف الإصلاحية بشكل جماعي من قِبل محكمة الصحافة في فترة ولايته الأولى. ولكن هؤلاء اللائمون يجهلون أن خاتمي - كرئيس - ليس فقط لا يملك أي سلطة على القضاء، بل إن القضاء في هذا الوقت كان معروفًا بخضوعه للمتشددين المعارضين لخاتمي.